# Paulo Gratacós
Paulo Monteiro Gratacós (1932 — Petrópolis, 3 de setembro de 2014), ou politicamente conhecido como Paulo Gratacós, foi um arquiteto e um político brasileiro. 

## Biografia

### Inicio da carreira politica, primeiro mandato de prefeito e afastamento
Paulo Gratacós atuava profissionalmente como arquiteto quando, em 1965 entra oficialmente na política após a cassação dos prefeitos de Petrópolis Flávio Castrioto e, posteriormente, de Rubens de Castro Bomtempo – pai do ex-prefeito de Petrópolis, Rubens José de França Bomtempo.
Paulo Gratacós, uma vez tendo participado do curto mandato de Rubens de Castro Bomtempo, que fora cassado, recebeu apoio deste para se eleger prefeito, na época tornou-se o mais jovem do Brasil.
Posteriormente, Paulo Gratacós também seria cassado pelo Regime militar no Brasil. O fato causador da cassação ocorreu em 19 de outubro de 1969, depois de receber o presidente General Costa e Silva em Petrópolis afirmou: “Antigamente, Petrópolis se orgulhava de receber os chefes de Estado. Hoje, os chefes de Estado é que devem se orgulhar de vir a Petrópolis”. A frase repercutiu de forma critica ao governo militar, sendo consequentemente cassado politicamente no dia seguinte, 20 de outubro de 1969. Gratacós foi substituído na época pelo vice-prefeito, Paulo José Alves Rattes.
Tendo cassados seu mandato de prefeito e seus direitos políticos, recolheu-se aos negócios privados e voltou a exercer a profissão de arquiteto.

### O retorno à política e o seu segundo mandato
Após a redemocratização, Gratacós, vinte anos depois, foi reconduzido democraticamente e com grande votação ao Executivo Municipal nas eleições realizadas em 1988. O pleito de 15 de novembro de 1988, que daria vitória à Gratacós, foi acirrado e concorrido; marcado por expressiva vitória, não da sigla partidária pela qual concorreu, mas devido ao seu prestígio que, na década de 1960, já provara dinamismo e elevado senso administrativo. Governaria Petrópolis de 1º de janeiro de 1989 a 31 de dezembro de 1992.
Em 1989 Gratacós assumiria o mandato para o qual foi eleito, em meio a uma grave crise na cidade provocada pela grande tragédia climática do ano anterior, em 1988, onde as enchentes e deslizamentos de terra causariam prejuízos e vitimaria cento e setenta e duas vidas e milhares de desabrigados. Ao longo de seu mandato ele se dedicaria principalmente aos projetos de recuperação dos bairros e regiões afetadas pela tragédia. O planejamento de sua equipe envolveu ações de grande porte e outras de menor vulto, voltadas a trazer a cidade de volta a normalidade, ações estas tais como as enormes máquinas para dragagem dos rios e o replantio das tradicionais flores de hortênsias e os lírios em suas margens.
Tal catástrofe de 1988 e suas consequências somente seriam superadas posteriormente em gravidade por outra tragédia petropolitana de grandes proporções, ocorrida em 2022. Apesar das dificuldades, Gratacós cumpriu o seu mandato até o final e com seu pretígio conseguiu eleger um aliado como seu sucessor.
Faleceu	em 3 de setembro de 2014, em Petrópolis, vítima de complicações causadas pela mielodisplasia, doença que afeta a medula óssea como uma espécie de câncer. Seu corpo foi cremado no Memorial do Carmo do Cemitério do Caju, na cidade do Rio de Janeiro. Gratacós, ao falecer, deixou sua esposa, dois filhos e três netos.

## Homenagens
Em maio de 2014, Paulo Gratacós teve o seu primeiro mandato de prefeito restituído simbolicamente em cerimônia realizada no Palácio Amarelo da Câmara de Vereadores de Petrópolis. Tal acontecimento também restabeleceu de forma simbólica os mandatos de  Rubens de Castro Bomtempo e Flávio Castrioto, que também haviam sido cassados. Dos três homenageados, os dois últimos já havia falecidos no momento da homenagem e foram representados por filhos e netos; já Paulo Gratacós, que estava doente e passava por uma cirurgia, foi representado pelo filho Flávio Gratacós.
Em 2022, em memória de Paulo Gratacós, a Academia Petropolitana de Letras em comemoração aos 90 anos de nascimento do ex-prefeito, inaugurou uma herma em sua homenagem na Praça dos Expedicionários, no Centro da cidade de Petrópolis. Gratacós é considerado um grande benemérito das várias academias e associações culturais da cidade de Petrópolis.